# 孔雀豆
孔雀豆（种加词意思是与孔雀有关的）是豆科海红豆属植物，原产南亚、东南亚、澳洲北部，而东亚地区不产。海红豆曾是本种的变种，但现在一般视为独立的种。